# George Olshevsky
George Olshevsky   (12 de juny de 1946 - 12 de desembre de 2021) és un editor, escriptor, editor, paleontòleg amateur, i matemàtic independent. Viu a San Diego, Califòrnia.
Des de jove col·leccionava còmics i entre la seva joventut i finals de la dècada del 1980 va crear l'Official Marvel Index i en va publicar llistes i anotacions, per les quals va rebre un premi Inkpot en 1980.
Olshevsky manté una Llista de Gènere de Dinosaures comprensiva a la xarxa. És conegut per ser l'originador de la hipòtesi Els ocells venien primer en el debat de la descendència dels ocells, que indica que tots els dinosaures són descendents d'ancestres petits, arboris i potser voladors.

## Índex Marvel
- Marvel superheroes comic checklist, through September 1971, Toronto : Universidade de Toronto, 1971.
- The Marvel Comics Index, Toronto : G & T Enterprises, 1976.
- The Avengers, Defenders and Captain Marvel, Toronto : G & T Enterprises, 1976.
- The Amazing Spider-Man, Toronto : G & T Enterprises, 1976.
- Conan and the barbarians, Toronto : G & T Enterprises, 1976.
- The Mighty Thor, Toronto : G & T Enterprises, 1977.
- Heroes from Strange Tales, Toronto : G & T Enterprises, 1977.
- The Fantastic Four and the Silver Surfer, Toronto : G & T Enterprises, 1977.
- Heroes from Tales of suspense, Toronto : G & T Enterprises :

1. Captain America, 1978.
2. Iron Man and others, 1978.

- Heroes from Tales to Astonish, Toronto : G & T Enterprises :

1. The Incredible Hulk, 1978.
2. The Sub-Mariner and Others, 1978.

- The comic book price guide, 1980-1981 : books from 1900--present included: catalogue & evaluation guide (dir.), Cleveland: R.M. Overstreet, 1980.
- X-Men, San Diego et Toronto : G. Olshevsky and T. Frutti, 1981.
- Daredevil, San Diego : G. olshevsky, 1982.
- Unknown worlds of science fiction,[S.l. : G. Olshevsky, 1983].
- An annotated Spider-Man chronology, [S.l. : G. Olshevsky, 1984]
- Official Marvel index to the Fantastic Four, Nova York: Marvel Comics Group, 1985.
- The official Marvel index to the Amazing Spider-Man, Nova York : Marvel Comics Group, 1985.
- The official Marvel index to Marvel Team-Up featuring Spider-Man, Nova York : Marvel Comics Group, 1986.
- The official Marvel index to the X-Men, Nova York : Marvel Comics, 1987.
- The official Marvel index to the Avengers, Nova York : Marvel Comics, 1987-1988.